# Pan de Azúcar (Uruguai)
Pan de Azúcar és una ciutat al sud-oest del departament de Maldonado, a l'Uruguai. S'ubica a l'encreuament de les rutes 7 i 60, deu quilòmetres al nord-est de la ciutat balneària de Piriápolis (per la ruta 37), i trenta-quatre quilòmetres al nord-oest de la capital del departament, la ciutat de Maldonado (per la RI).
Pan de Azúcar va rebre la categoria de «ciutat» el 7 de setembre de 1961 mitjançant el decret llei 12.098. El rierol Pan de Azúcar marca el límit sud-oest del municipi.

## Història
La ciutat rep el seu nom en referència al Cerro Pan de Azúcar, el qual es troba a la veïna municipalitat de Piriápolis.
Pan de Azúcar va ser fundada l'any 1874 per Félix de Lizarza, amb l'ajut de persones provinents de la localitat de San Carlos.

## Població
Segons les dades del cens de 2004, Pan de Azúcar tenia una població aproximada de 7.098 habitants.
| Any  | Població |
| ---- | -------- |
| 1963 | 4.176    |
| 1975 | 5.125    |
| 1985 | 5.513    |
| 1996 | 6.532    |
| 2004 | 7.098    |

## Govern
L'alcalde de Pan de Azúcar, amb data de 2008, era Miguel Plada.

## Fills il·lustres
- Héctor Alberto Gerona (1888–1962), ministre de l'Interior de l'Uruguai (1943–1944).